# Свято-Успенская Саровская пустынь
Свя́то-Успе́нская Саро́вская пу́стынь — мужской монастырь, основанный в начале XVIII века в городе Сарове на севере Тамбовской губернии в Темниковском уезде (ныне Саров — часть Нижегородской области) на холме при слиянии рек Саровки и Сатиса (по монастырскому преданию, на месте «древнего города Сараклич», то есть известного по летописным источникам поселения Сары Кылыч). Известен как место, где подвизался преподобный Серафим Саровский, почитаемый православный подвижник и святой.

## История

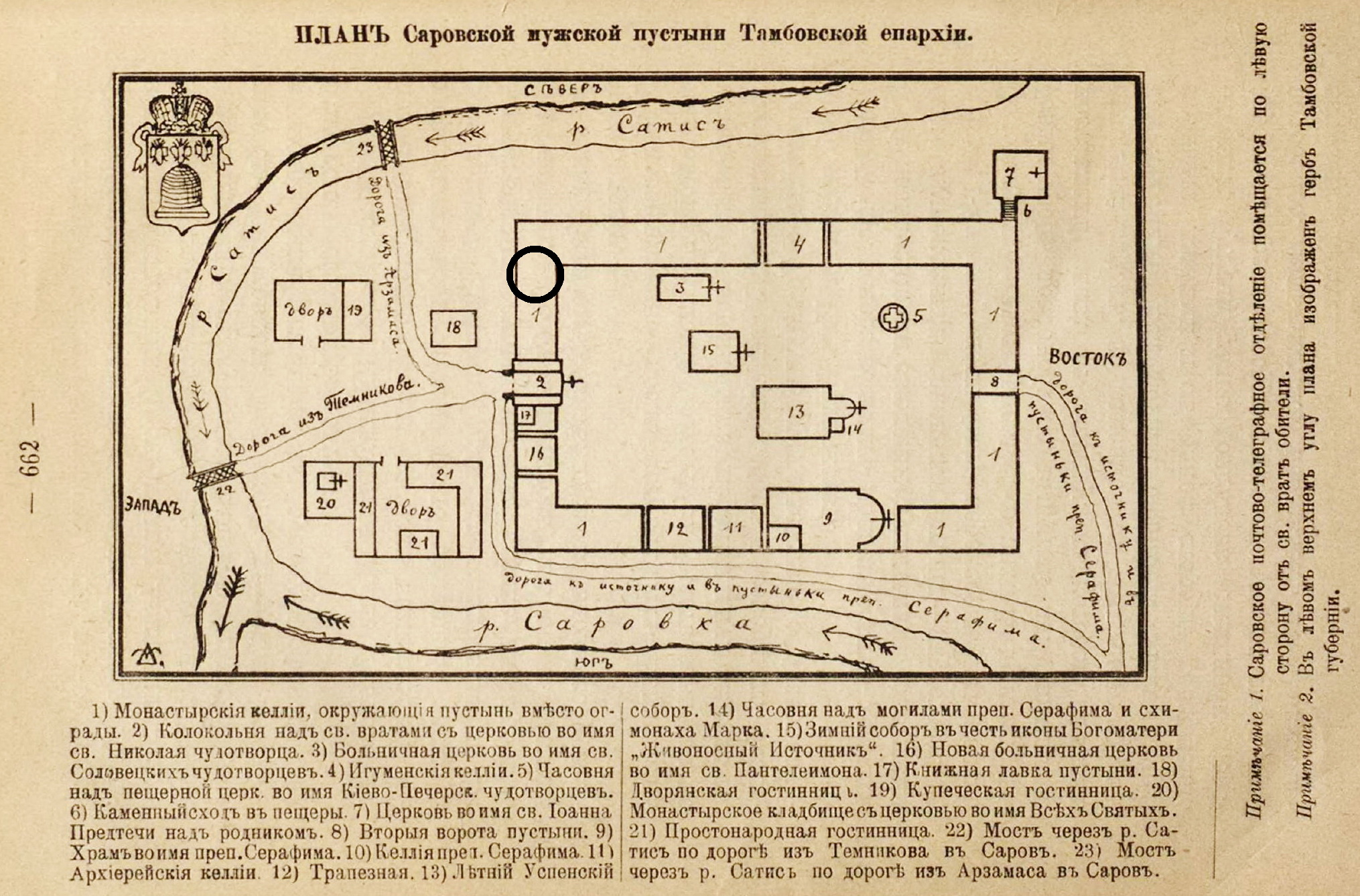
План Саровской Пустыни. Издание 1904 года.

Первым монахом-отшельником, поселившимся на Саровской горе, стал пензенский инок Феодосий, пришедший на «старое городище» в 1664 году и устроивший себе здесь келью. Пожив здесь около шести лет, Феодосий задумал удалиться в Пензу. Около этого времени на «старом городище» поселился монах Герасим из Краснослободского монастыря (по другим данным — Арзамасского Спасского монастыря). Некоторое время оба отшельника жили вместе, однако вскоре Феодосий «отошёл» в Пензу, и Герасим остался один на «старом городище». Прожив здесь более лет, Герасим удалился в Краснослободский монастырь, очевидно, из боязни воров и разбойников, которые стали делать ему «многия пакости» (по версии Леонида Денисова, насельники упросили стать у них строителем), после чего «старое городище» вновь запустело.

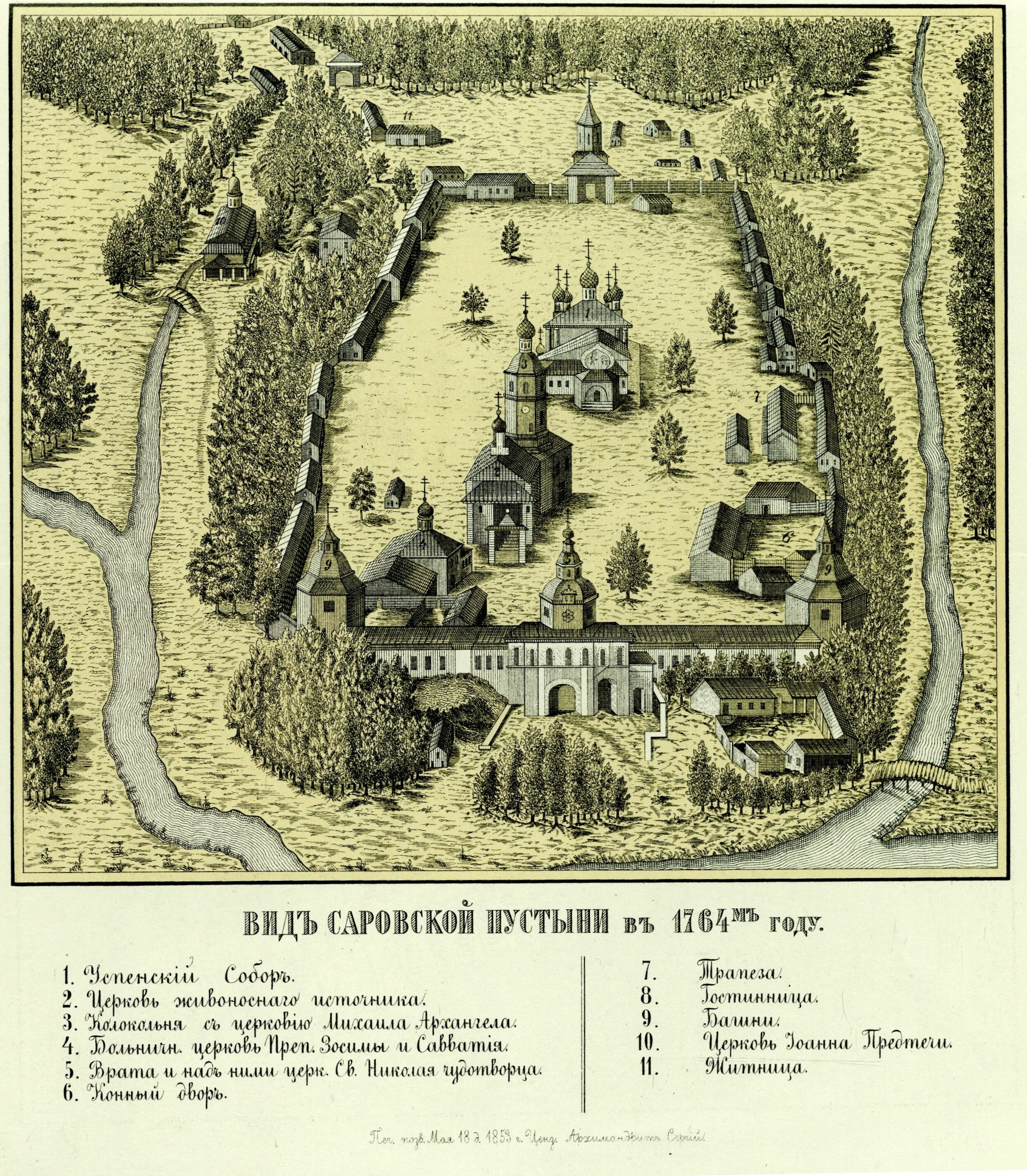
План пустыни в XVIII веке c гравюрой 1764 года.

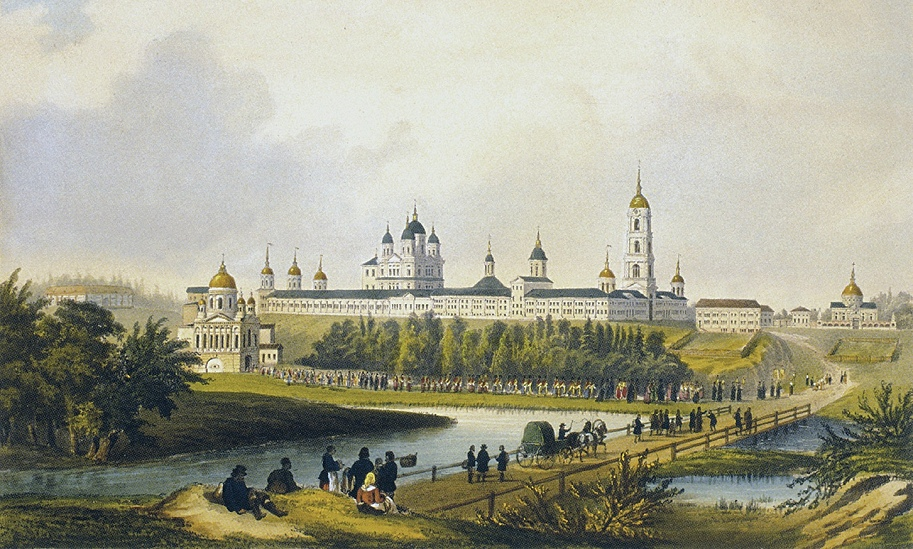
Саровская пустынь в 1840-е
(раскрашенная гравюра)

Около 1683 года приходили иеромонах Савватий и монах Филарет из основанного в 1659 году Санаксарского монастыря, но вскоре они вернулись в свой монастырь. «Старое городище» снова обезлюдело.
Основателем Саровской пустыни стал иеромонах Исаакий Степанов (в миру Иван Фёдорович), сын дьяка села Красного Арзамасского уезда), который по благословению настоятеля оставил Введенский монастырь и вместе с иноком Филаретом Санаксарского монастыря поселился в «старом городище». Вскоре у Исаакия появились сподвижники, и отец Исаакий возбудил ходатайство об учреждении в Сарове иноческой обители.
В 1705 году князь Кугушев, владелец «старого городища», передал отцу Исаакию в дар участок между реками Сатисом и Саровкой для будущей обители. В январе 1706 года митрополит Рязанский Стефан Яворский удовлетворил прошение отца Исаакия об устроении церкви на «старом городище». 28 апреля 1706 года отцом Исаакием был заложен деревянный храм в честь иконы Божией Матери «Живоносный источник». 16 июня 1706 года совершилось освящение нового и первого храма Саровской обители, построенного при содействии князя Кугушева, этот день (29 июня по новому стилю) считается днём основания Саровской пустыни. 7 июля 1706 года «… по единодушному согласию, братия новоучрежденной обители положила следующее решение — приговор, тогда же записанный: «В сей Сатисо-Градо-Саровской пустыни, у святой церкви Пресвятой Богородицы Живоносного Ее Источника, быть общежительному пребыванию монахов...». Монастырь возник на территории Темниковского уезда Тамбовской губернии, в лесной глуши у слияния двух речек, по названию которых обитель получила своё первое официальное наименование – Сатисо-градо-Саровская пустынь. Первый монастырский храм позже неоднократно перестраивался, оставаясь главной церковью пустыни (до постройки Успенского собора в 1744 году). В 1752 году храм начали перестраивать в каменный, который был окончательно завершён в 1846 году. В соборе главной ценностью была особо чтимая икона Божией Матери, Живоносного Ея Источника (подаренная в начале 18 века арзамасским посадским человеком Масленковым Иваном Васильевичем). Каменный храм являлся зимним, поскольку имел отопление. У стен его хоронили настоятелей Саровского монастыря.
Следующим храмом обители стал Пещерный храм во имя преподобных Антония и Феодосия Киево-Печерских, имеющий систему подземных галерей, начатых более 300 лет назад. Начал копать пещеру основатель отец Исаакий (иеросхимонах Иоанн) недалеко от реки Сатиса над источником. Монахи позже продолжили копать пещеры, и образовалось несколько ответвлений с кельями. В этих подземельях в 1709 году была устроена церковь. Размеры храма примерно 9 на 6 метров, он держится на четырёх колоннах. Разрешение на освящение такой необычной подземной церкви было получено с трудом. Митрополит Стефан Яворский дал разрешение на открытие церкви только в 1711 году и только после обращений к нему царевен Марии и Феодосии, сестёр императора Петра I. Сёстры подарили новой церкви иконостас с иконами и утварь. Служба в ней продолжалась до 1730-х годов, затем они прекратились из-за сырости и отсутствия нормальной вентиляции. Только в 1778 году с подачи Владимирского епископа Иеронима, приехавшего в Саров, решили восстановить службу. С помощью пензенского помещика Николая Афанасьевича Радищева (отца писателя А. Н. Радищева) была заказана и куплена напрестольная мраморная доска, был сделан чугунный иконостас, была сделана вентиляционная шахта (на поверхности в месте выхода соорудили купол с главой и крестом). После окончания ремонта в 1780 году епископ Иероним освятил церковь. Позже, при игумене Иосифе (возглавлял обитель в 1872-1890), чугунный иконостас заменили медным c посеребрением с медными позолоченными иконами. Ширина иконостаса была 5,6 метра, высота — 2,1 метра. Служба в подземной церкви проводилась в то время один раз в год.
В 1731 году, ввиду ослабления сил, первый настоятель обители (c 1708) отец Исаакий (к тому времени ставший иеросхимонахом Иоанном) отказался от настоятельства и избрал себе преемником своего ученика Дорофея.
В 1730 начат и в 1744 году закончен следующий храм обители — первый каменный — церковь во имя Успения Пресвятой Богородицы. В 1770-е годы собор был значительно перестроен, увеличен и снова освящён. Собор отличала особенность интерьера — пятиярусный позолоченный резной иконостас с иконами византийского вида, его высота посередине равнялась 19 метрам, по краям — 27. Согласно легенде, рисунок этого роскошного иконостаса был сделан архитектором Растрелли. Вместе с собором в эти годы строилась отдельная колокольня, поставленная в центре монастыря. Позже, когда монастырь начал разрастаться, снесли старый вал и засыпали ров, остававшиеся ещё от старого городища. Колокольню решили совместить с главным входом — Святыми вратами.
Современная каменная колокольня — третья по счёту (предыдущие две были деревянные). Она стала символом Сарова, её изображение есть на гербе города. Строилась каменная колокольня с 1789 по 1799 год на пожертвования и выполнена в четыре яруса высотой 81 метр. Первый ярус — высокий арочный проём, сделанный в виде триумфальной арки с пилястрами и фронтоном. Главный вход в монастырь расписали картинами на евангельские темы, а над ним устроили монастырскую библиотеку. Во втором ярусе основали церковь во имя святителя Николая архиепископа Мир Ликийских (освящена в 1806 году). На верхних ярусах разместили колокола. Самый главный колокол, весивший более 19 тонн, занял третий ярус и назывался «Тысячник». На четвёртом ярусе было 18 колоколов. Большой колокол был поднят на колокольню 9 мая 1829 года в день храмового праздника Никольской церкви. По местной традиции звонарями в Саровской обители служили слепые монахи. Также на колокольне установили часы-куранты, изготовленные мастером Кобылиным из Тулы (не сохранились). Куранты исполняли мелодию «Кто избежит тебя, смертный час?».

Пустынь в начале XX века
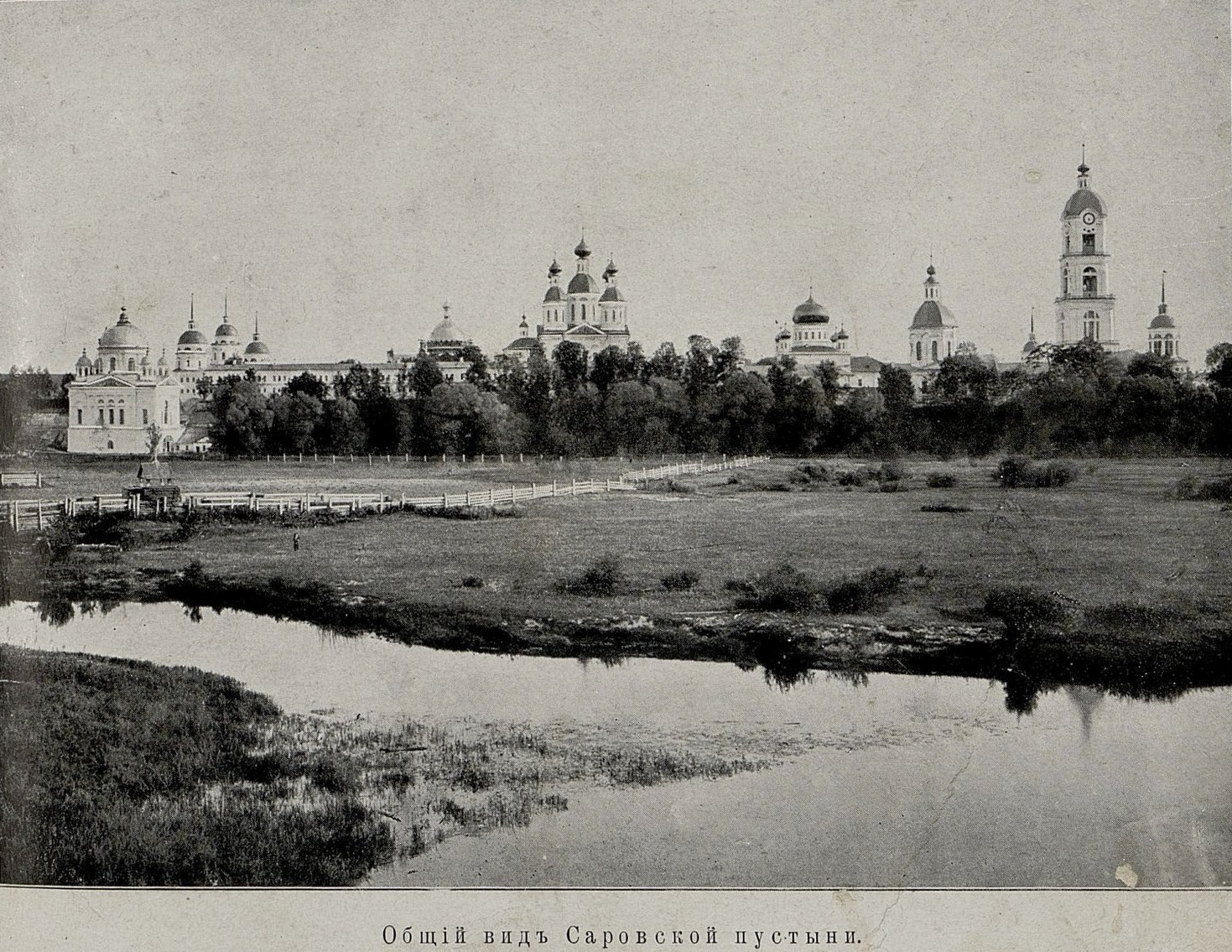
Общий вид Саровской пустыни. 1903
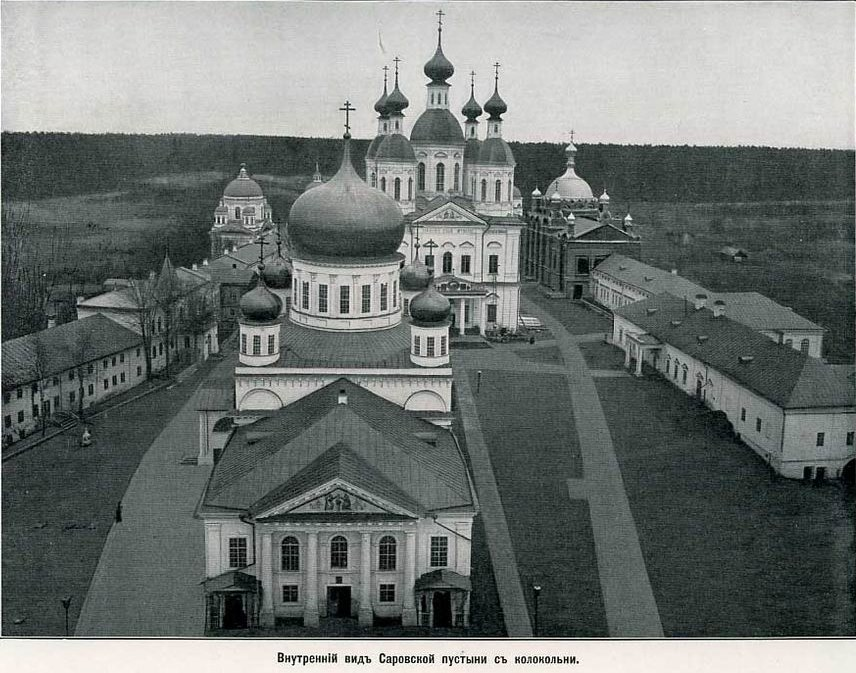
Внутренний вид Саровской пустыни с колокольни. 1903
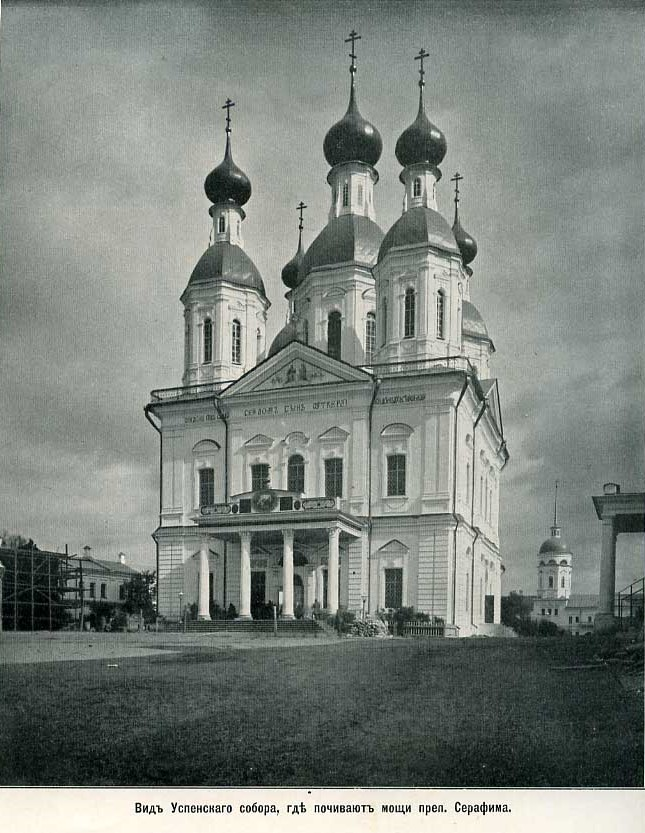
Успенский собор с мощами преп.Серафима. 1903
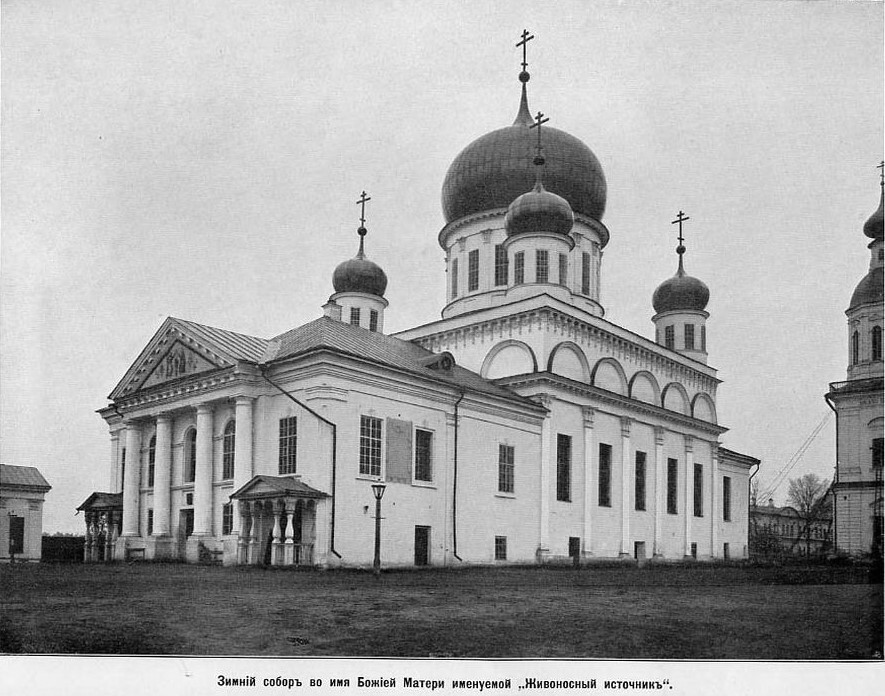
Собор иконы «Живоносный источник». 1903
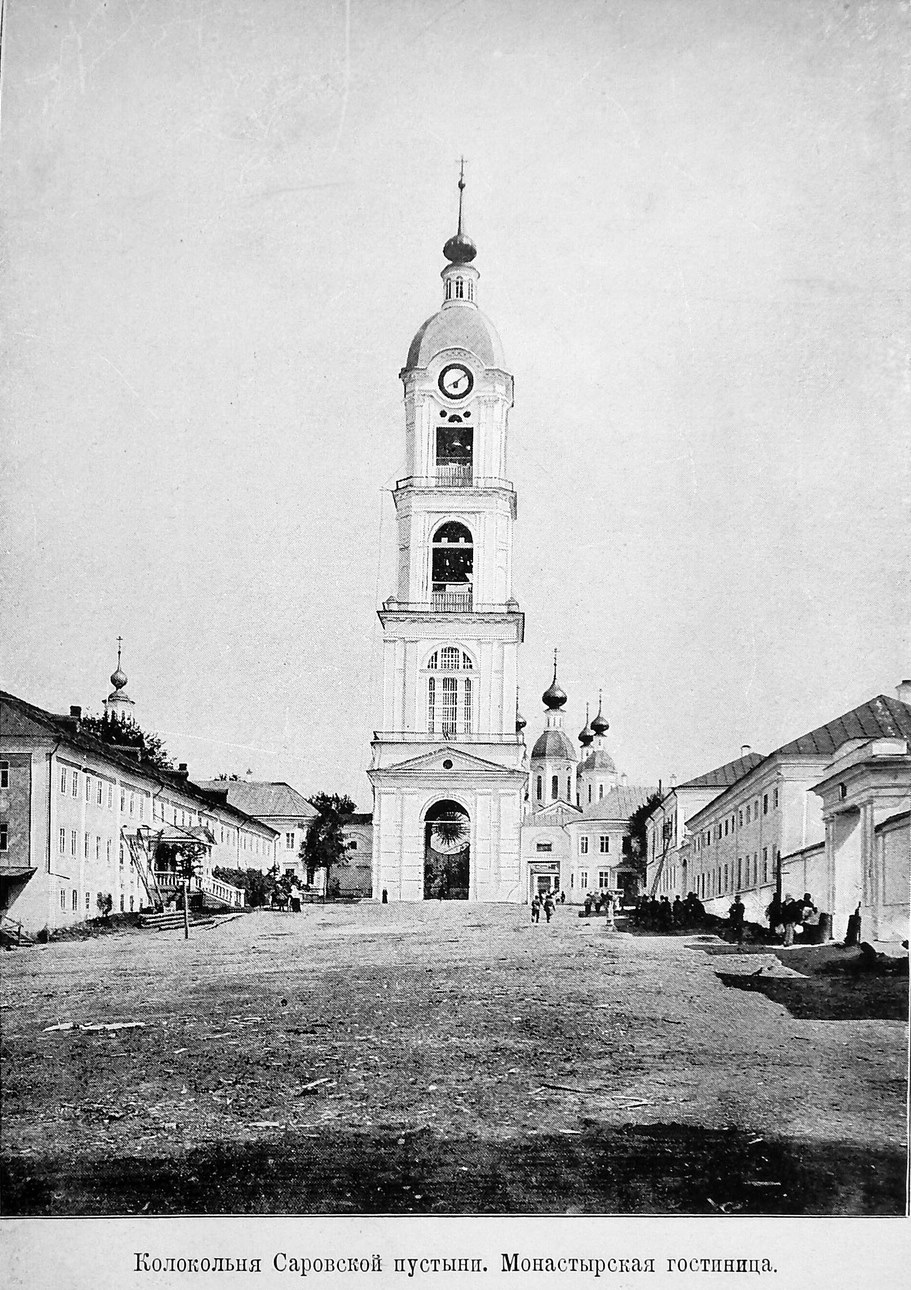
Колокольня Саровской пустыни. 1903
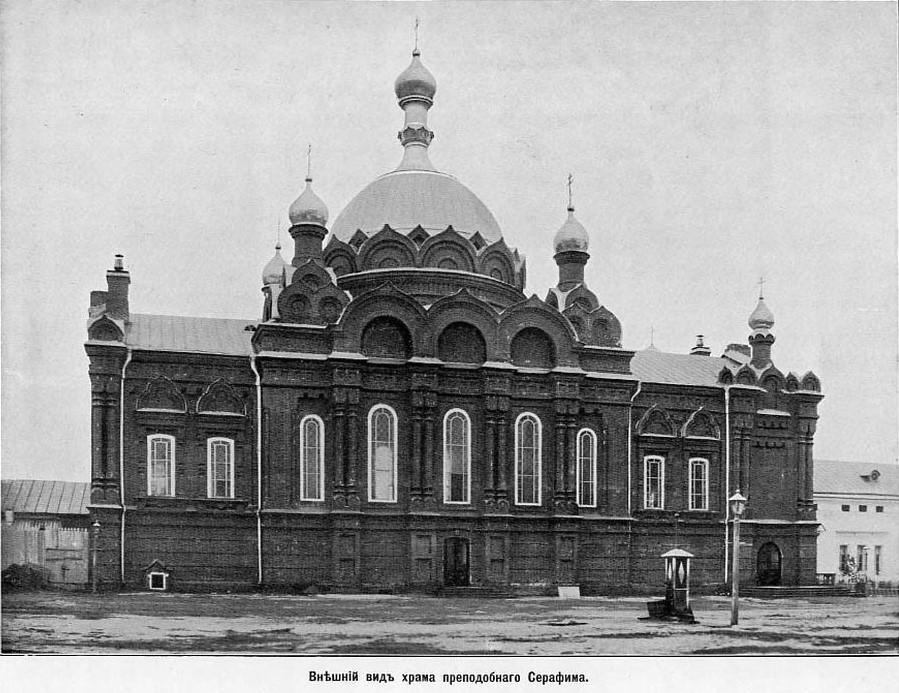
Храм преподобного Серафима Саровского. 1903
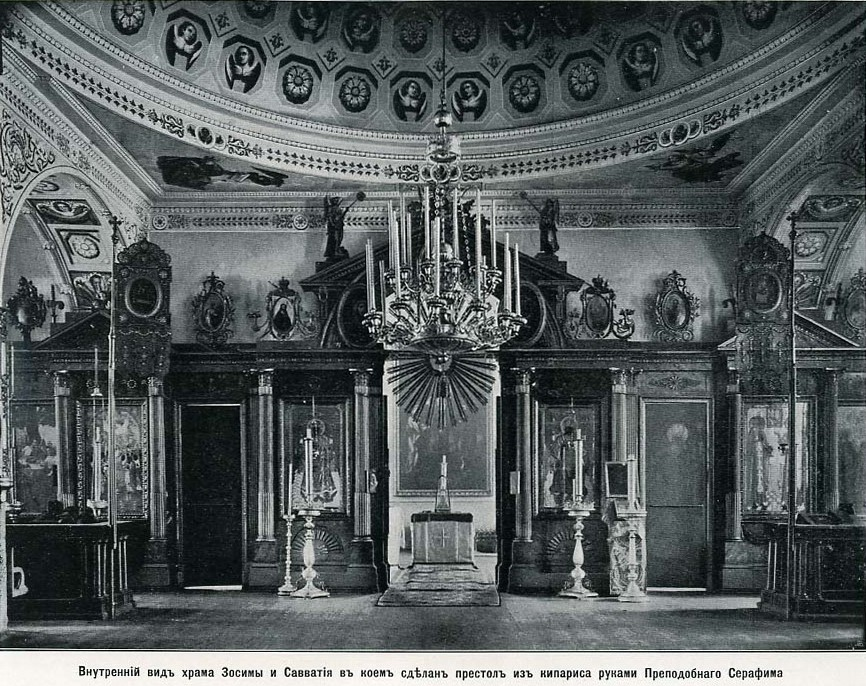
Внутри храма Зосимы и Савватия. 1903
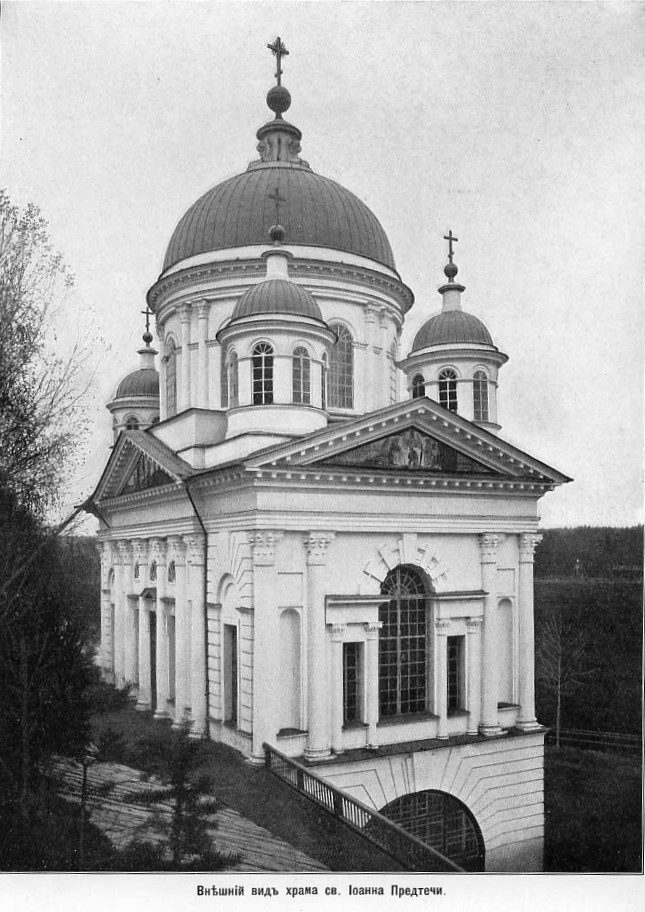
Храм Св.Иоанна Предтечи. 1903

В 1745 году в обители начали строительство очередного храма, и в 1750 была освящена новая церковь — храм во имя преподобных Зосимы и Савватия Соловецких чудотворцев. Она тогда располагалась около больничных келий, и её называли «Больничной». В этих больничных кельях преподобный Серафим (в то время послушник Прохор Мошнин) три года пролежал больным (с 1780 года), удостоившись чудесного явления Пресвятой Богородицы с апостолами Иоанном Богословом и Петром, исцелившей его от тяжёлой болезни. Он же своими руками сделал для нового храма престол из кипарисного дерева. В 1784 году руководство монастыря решило перенести храм на северный склон. Строилась церковь на средства Бекетова Ивана Леонтьевича и состояла из нижнего теплого храма Зосимы и Савватия, и верхнего (на втором этаже) холодного придела во имя Преображения Господня. В алтаре установили престол, изготовленный руками послушника Прохора Мошнина. В августе 1787 года был освящен главный престол , а верхний престол — в 1789 году.

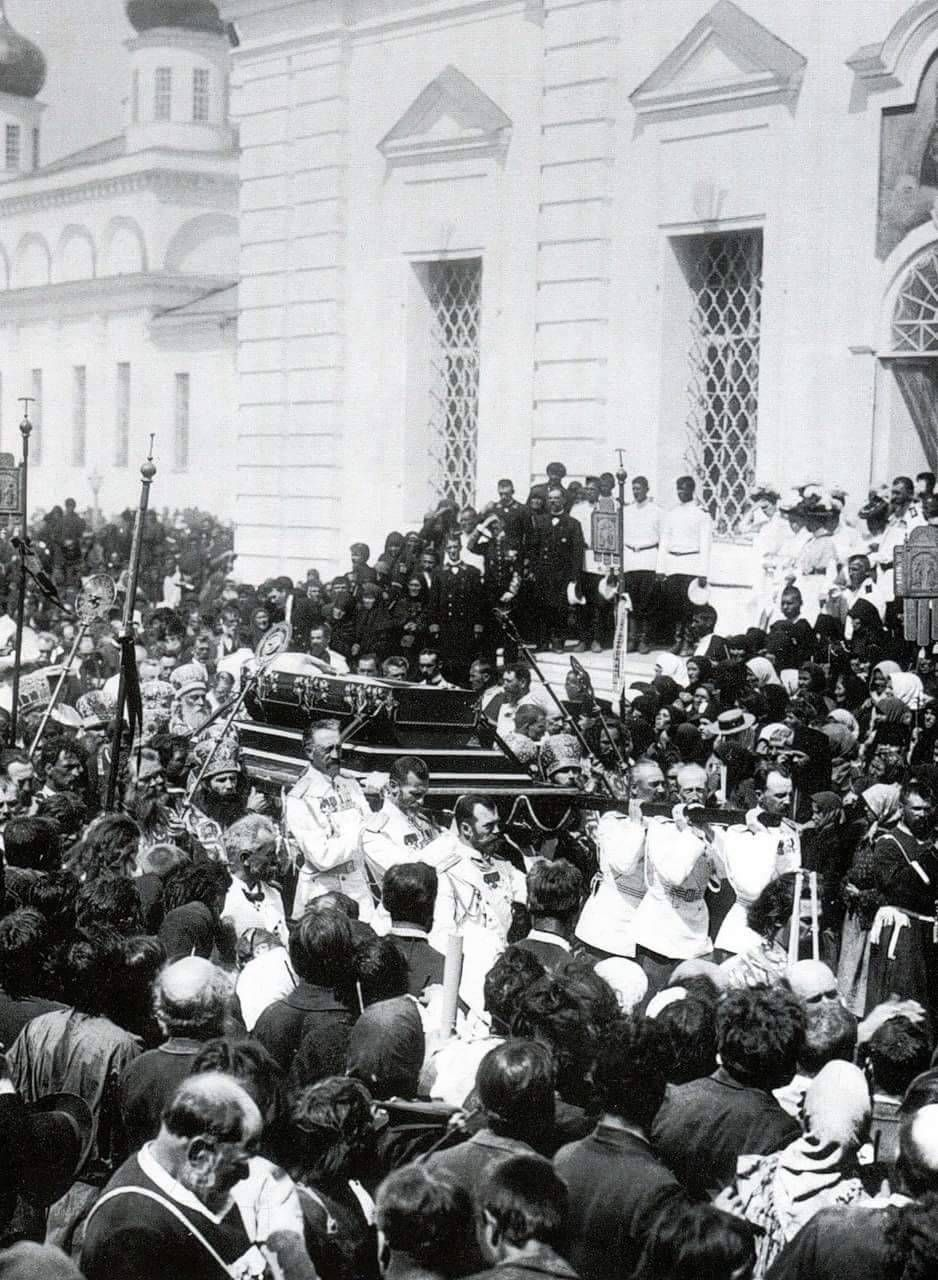
Прославление Серафима Саровского. Николай II с родственниками. 1903 год.

Из последующих настоятелей монастыря особо почитаем был отец Ефрем (Коротков), невинно обвинённый в государственной измене и проведший в ссылке в Орской крепости 16 лет. Оправдан и возвращён в Саровскую пустынь в 1755 году. Во время голода 1775 года отец Ефрем, будучи настоятелем монастыря, распорядился отворить монастырские житницы, чтобы помочь нуждающимся мирянам. Ещё при жизни старец Ефрем избрал себе преемника, иеромонаха отца Пахомия. Именно во времена настоятельства отца Пахомия в Саров прибыл Прохор Мошнин, будущий отец Серафим Саровский.
С 1825 года Саровская пустынь стала популярным местом всероссийского паломничества к Серафиму Саровскому.
В 1827 году над родником около Пещерной церкви был построен храм святого Иоанна Предтечи (вне каменной ограды). В 1828 году было сооружено здание монастырской трапезной.
В 1861 году над могилой отца Серафима была устроена часовня (около Успенского собора).

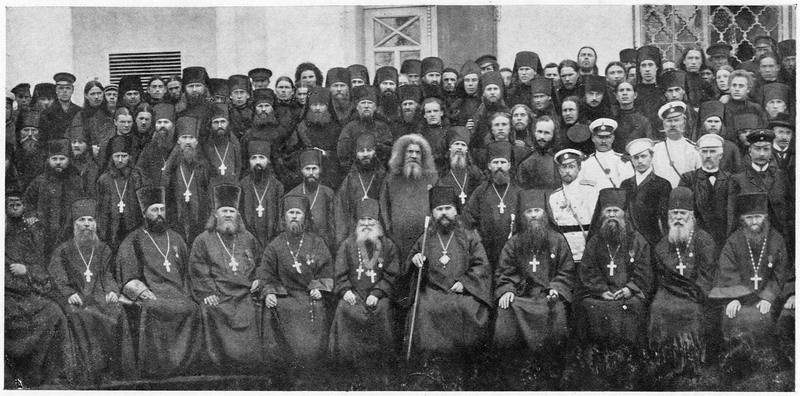
Саров. Юбилей Саровского монастыря. 1906 год.

В 1897 году по южной стороне монастыря началось строительства храма над кельей преподобного Серафима Саровского (в которой жил и почил старец). Автором проекта стал архитектор А. С. Каминский. После прославления преподобного старца в 1903 году храм был освящен митрополитом Санкт-Петербургским и Ладожским Антонием. На торжества прославления Великого русского старца приехали в Саровскую пустынь более 100 тысяч паломников. В мероприятии приняли участие император Николай II с супругой, члены Императорской фамилии и другие высокопоставленные лица Российской империи. Мощи преподобного Серафима Саровского, объявленного святым, были переложены в новый гроб и торжественно перенесены в Успенский собор.
В 1906 году Саровская пустынь отметила 200-летний юбилей своего существования. На празднование юбилея съехалось множество гостей. Саровская пустынь превратилась в общепризнанную святыню России. К 1909 году в пустыни было девять храмов, а также сорокасаженная колокольня с часами, в которой помещалась церковь Николая Чудотворца и монастырская библиотека.

### Советский период
C 1917 года после Октябрьской революции хозяйство Саровского монастыря было разорено, святыни — осквернены. Решением патриарха Тихона от 16 октября 1923 года «Саровская пустынь Тамбовской епархии подчиняется временно непосредственному управлению Святейшего Патриарха», то есть монастырь становился ставропигиальным.
К концу 1925 года было принято решение о закрытии монастыря, а в марте 1927 года было принято правительственное решение о ликвидации Саровского монастыря. Имущество монастыря вместе со строениями было передано в ведение Нижегородского управления НКВД. Родник был засыпан, вход в пещеры замурован, колокольню обезглавили. При закрытии пустыни 5 апреля 1927 года мощи преподобного Серафима Саровского были перевезены в Москву.
На базе Саровского монастыря в 1927 году была создана детская трудовая коммуна. В ноябре 1931 года трудовая коммуна была закрыта. После неё в посёлке была организована исправительная трудовая колония для подростков и взрослых заключённых. В ноябре 1938 года эта колония также была закрыта. С 1945 года в стенах монастыря располагалась физическая лаборатория ядерного центра КБ-11 (впоследствии — ВНИИЯФ).
Храм во имя преподобных Зосимы и Савватия Соловецких чудотворцев был разобран в 1942 году. В здании храма Серафима Саровского с 1949 года работал театр. В Успенском соборе до его сноса в 1951 году был гараж. Храм в честь иконы «Живоносный Источник» был лишён куполов, и его переделали в общежитие, в цокольном этаже находились склады; после 1946 года в здании разместили общежитие ФЗУ, на втором этаже открыли столовую, а в 1953-1954 годах храм был взорван. Колокольня с советских времён (и до 2012 года) служила телетрансляционной башней. Через монастырь была проложена улица города (проспект Мира). Из девяти монастырских храмов в советское время было уничтожено семь.

## Возрождение монашеской жизни
26 сентября 1989 года Саров впервые посетил архиепископ Нижегородский и Арзамасский Николай (Кутепов), который отслужил молебен с акафистом преподобному Серафиму Саровскому на дальней пустынке.
В 1990 в Сарове был организован православный приход. Летом 1991-го организованный годом ранее приход был зарегистрирован.
В ноябре 1990 года произошло второе обретение мощей преподобного Серафима Саровского в Музее атеизма и религии в Ленинграде. 11 января 1991 года состоялось официальная передача мощей Русской Православной Церкви. 30 июля  святые мощи отца Серафима были перенесены в Дивеево.
В 1991 году членами исторического объединения «Саровская пустынь» на месте бывшего Успенского собора был установлен памятный камень. В 2004 году над могилой преподобного Серафима была восстановлена часовня, построенная около собора в конце XIX века.
2 августа 1991 года город впервые посетил патриарх Московский и всея Руси Алексий II. В марте 1992-го в город прибыл первый священник, иерей Владимир Алясов. 25 апреля 1992 в пасхальную ночь состоялась первая Божественная литургия. В феврале 1993 года митрополит Николай освятил храм Всех Святых, годом ранее переданный из ведения Ядерного центра приходу, отремонтированный и восстановленный; при храме заработала воскресная школа и православные курсы для взрослых. В 1992 и 1993 годах патриарх Алексий II посещал Саров в дни праздника Серафима Саровского.
В 1995 году закрытый в своё время пещерный комплекс монастыря был передан городскому музею. К 2002 году сделан ремонт, было расчищены от наносного грунта подземные галереи, восстановлен вход в пещеры, восстановлена вентиляционная система, а также проведено электрическое освещение. В 2003 году сделан и установлен новый металлический иконостас в подземном храме Антония и Феодосия, в 2006 году пещерный комплекс передан Русской Православной Церкви, а в 2011 году архиепископ Нижегородский и Арзамасский Георгий совершил чин великого освящения старинного пещерного храма.
17 мая 1997 года на колокольне были установлены колокола, выполненные по расчётам одной из лабораторий ВНИИЭФ. В 1998 году Федеральный ядерный центр принял решение о передаче здания храма Иоанна Предтечи приходу. Летом 1999-го такая передача состоялась.

Церковь преподобного Серафима Саровского.

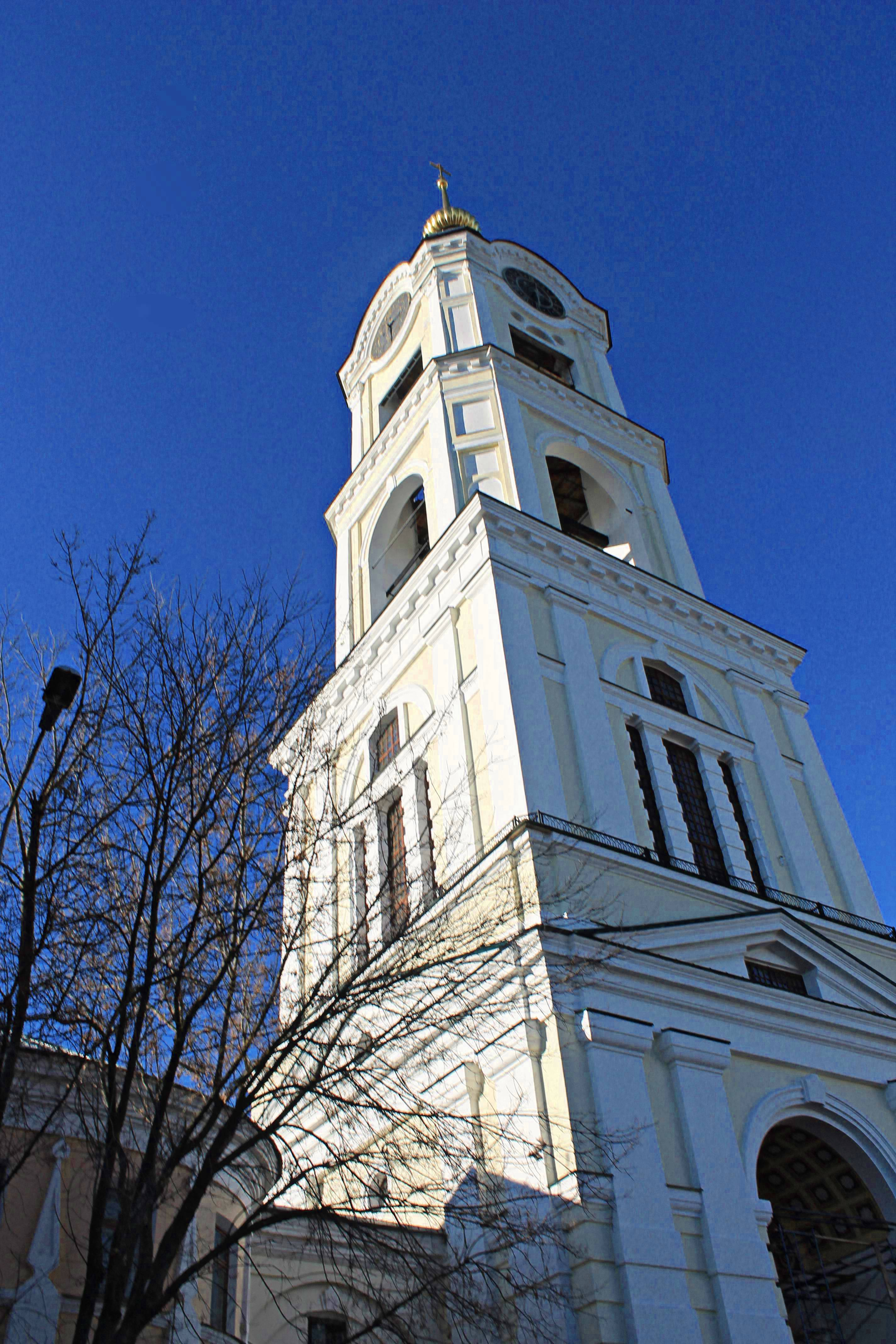
Колокольня Саровской пустыни.

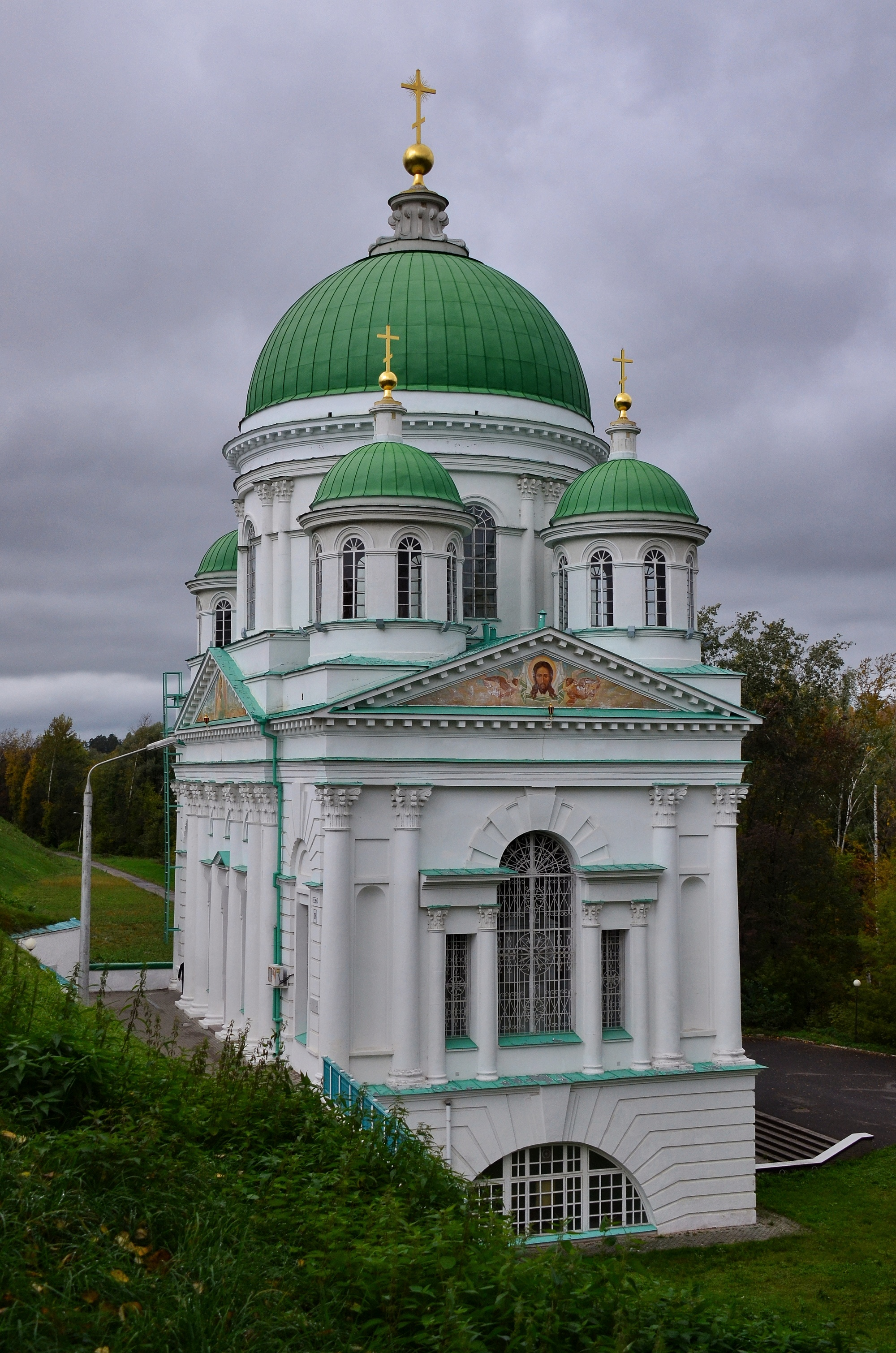
Церковь Иоанна Предтечи.

В 2002 году церкви было возвращено здание храма Серафима Саровского, где с 1949 года был театр. В ходе реставрационных работ было найдено основание уничтоженной в своё время келлии преподобного Серафима. Келлия была восстановлена в 2003 году с помощью сохранившихся дореволюционных фотографий храма.
15 января 2003 года на храме в день памятной кончины преподобного Серафима был установлен первый восстановленный купол с крестом, изготовленный на пожертвования.
11 апреля епископ Нижегородский и Арзамасский Георгий совершил чин освящения последних четырёх малых главок и крестов реставрируемого храма над келлией преподобного Серафима, и над храмом снова появились все десять куполов с крестами. В мае того же года пятьдесят иконописцев приступили к росписи внутреннего объёма восстанавливаемого храма. 15 июля в храме начали устанавливать иконостас, сделанный из красного дерева резчиками города Палех, иконы для иконостаса также были написаны палехскими мастерами. Утварь обновлённого храма была сделана на заказ в мастерских Художественно-производственного предприятия Русской Православной Церкви "Софрино".
В июле — августе 2003 года в Сарове прошли торжества по случаю 100-летия канонизации Серафима Саровского. 11 июля преосвященный епископ Георгий совершил чин освящения креста и маковки для реставрируемой колокольни монастыря. 13 июля на колокольню установлен крест. 29 июля на монастырской площади был установлен крест на месте бывшего Успенского собора. В этот же день состоялся многотысячный крестный ход с мощами преподобного Серафима из Дивеевского монастыря в Саров.
30 июля патриарх Алексий II освятил храм Серафима Саровского. 31 июля Саровскую пустынь посетил президент России Владимир Путин. Перед колокольней был отслужен молебен, после которого крестный ход с мощами преподобного Серафима двинулся обратно в Дивеево.
17 июля 2006 года Священный синод принял решение об открытии монастыря. 30 июля патриарх Алексий II совершил чин Великого освящения восстановленного храма Усекновения главы Иоанна Предтечи. Восстановленный храм стал седьмым действующим храмом в Сарове.
27 июля 2009 года наместником назначен архимандрит Кирилл (Покровский), благочинный Варнавинского и Уренского округов. К этому времени в монастыре проживали семеро монахов и трое послушников.
7 сентября  монастырю передано здание северного келейного корпуса, в котором в последнее время находилась детская школа искусств. В этом здании планируется разместить духовно-просветительский центр, а несколько комнат выделено для детской студии «Родничок» при православном творческом объединении «МіР».
9 сентября 2009 года патриарх Московский и всея Руси Кирилл посетил Дальнюю и Ближнюю пустыньки, церковь Иоанна Предтечи, подземный храм Антония и Феодосия Печерских, место захоронения преподобного Серафима Саровского и храм Серафима Саровского. Патриарх Кирилл подарил храму Серафима Саровского икону Спасителя с памятной надписью, а встречавшим его людям раздал иконы с изображением святого благоверного князя Александра Невского.
22 декабря архиепископ Георгий провёл совещание, на котором подвёл итоги за год по воссозданию церкви в честь святых Зосимы и Савватия: больше года потребовалось на освобождение помещений и снос здания, построенного на месте храма, разработку проектной документации. В ночь на 23 декабря  архиепископ Нижегородский и Арзамасский Георгий совершил литургию в Саровском пещерном храме в честь святых Антония и Феодосия Печерских.
29 июня 2010 года архиепископ Георгий освятил пять икон для храма в честь Святого Духа, построенного на месте, где состоялась беседа преподобного Серафима Саровского с Николаем Мотовиловым о стяжании Святого Духа. На следующий день архиепископ Георгий совершил чин закладки храма в честь преподобных Зосимы и Савватия Соловецких.
12 ноября архиепископ Георгий совершил первый молебен в строящейся церкви в честь преподобных Зосимы и Савватия Соловецких. К этому времени были возведены стены и свод храма. Освящение креста и купола состоялось 28 июля 2011 года, на следующий день купол с крестом были установлены. Высота строящегося храма достигла 47,5 метра. 26 мая 2012 года митрополит Георгий совершил чин великого освящения храма в честь Зосимы и Савватия.
С 17 июля 2012 года начались телетрансляции с новой вышки, построенной на федеральные средства, а 18 июля начался демонтаж старого телерадиопередающего оборудования с колокольни Свято-Успенского мужского монастыря.
21 декабря 2012 года митрополит Георгий на втором этаже храма совершил Великое освящение придела в храме Зосимы и Савватия в честь Преображения Господня.
В декабре 2013 года в колокольне была освящена восстановленная надвратная церковь, богослужение провёл митрополит Нижегородский и Арзамасский Георгий. Храм отреставрировали, были разобраны чужеродные конструкции. Стены пришлось заново расписывать, стиль для росписи выбран академический, как в Зосимо-Савватиевском храме. В 2014 году в ходе восстановительных работ в колокольне были открыты Святые врата и найдена частично сохранившаяся роспись. В апреле того же года на колокольню для восстановленных курантов были подняты колокола. К концу лета 2014 года колокольня приобрела полностью исторический вид.
В 2016 году в Саровской пустыни началось восстановление Успенского собора в формах предыдущего храма 1777 года постройки. Собор был освящён патриархом Кириллом 31 июля 2019 года.
21 октября 2016 митрополит Нижегородский и Арзамасский Георгий был назначен священноархимандритом Саровской пустыни.
С июля 2018 московский Институт археологии РАН начал археологические раскопки на территории монастырской площади.
22 сентября 2018 года митрополит Нижегородский и Арзамасский Георгий совершил молебен на начало возрождения храма «Живоносный источник».
24 мая 2019 года в монастыре был заложен храм в честь иконы Божией Матери «Живоносный Источник». Этот храм, освящённый в 1846 году, был разрушен в 1950-е годы.
31 июля 2019 года (в канун праздника обретения мощей преподобного Серафима Саровского) начался визит Святейшего Патриарха Московского и всея Руси Кирилла в Нижегородскую митрополию, в том числе в Саровскую пустынь. Патриарх Кирилл совершил великое освящение Успенского собора и Божественную литургию в новоосвященном восстановленном храме.

## Настоятели пустыни до её закрытия в 1927 г.

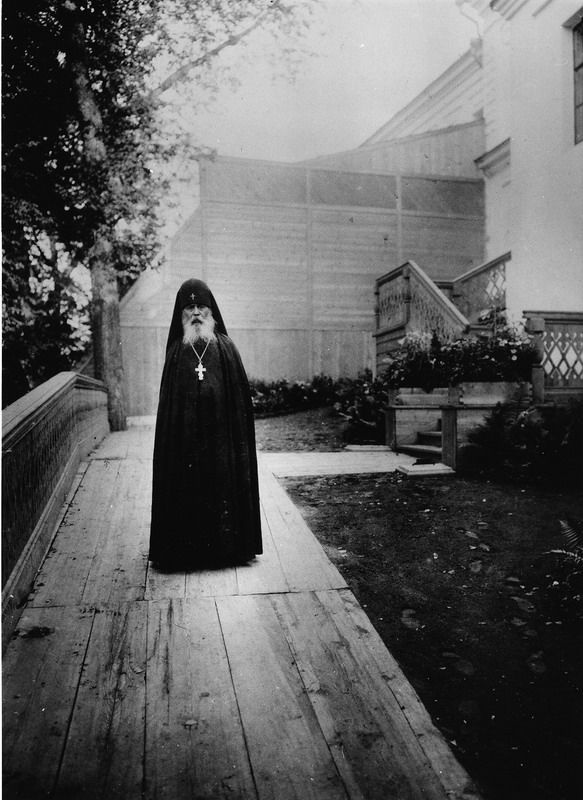
Игумен Саровского монастыря Иерофей. Начало XX века.

## Настоятели пустыни до её закрытия в 1927 г.[38]
|                                                      | мирское имя                            | годы жизни       | годы управления пустынью |
| ---------------------------------------------------- | -------------------------------------- | ---------------- | ------------------------ |
| Исаакий, иеромонах (в схиме Иоанн, «Первоначальник») | Попов Иван Федорович                   | 1669—1737        | 1708—1734                |
| Дорофей, иеромонах (в схиме Димитрий)                | Замятин Дмитрий Анисимович             | 1678—1747        | 1731—1747                |
| Филарет, иеромонах                                   | Филипп, «а откуда и чей сын не помнит» | ?—?              | 1747—1749                |
| Маркелл, иеромонах                                   | требует уточнения                      | 1721—1752        | 1749—1751                |
| Исаакий (II), иеромонах                              | требует уточнения                      | 1721— после 1775 | 1751—1758                |
| Ефрем, иеромонах                                     | Коротков Евдоким Андреевич             | 1694—1778        | 1758—1777                |
| Пахомий, иеромонах                                   | Леонов Борис Назарович                 | 1729—1794        | 1777—1794                |
| Исайя (I), иеромонах                                 | Зубков Илья Гаврилович                 | 1741—1807        | 1794—1807                |
| Нифонт, игумен                                       | Черницын Василий Петрович              | 1761—1842        | 1807—1842                |
| Исайя (II) Путилов, игумен                           | Путилов Иона Иванович                  | 1786—1858        | 1842—1858                |
| Серафим, игумен                                      | Пестов Спиридон Андреевич              | 1805—1878        | 1858—1872                |
| Иосиф, игумен (в схиме Иоанн II)                     | Шумилин Иван Петрович                  | 1818—1892        | 1872—1890                |
| Рафаил, игумен                                       | Трухин Николай Ионович                 | 1844—1901        | 1890—1894                |
| Иерофей, игумен                                      | Мелентьев Иван Петрович                | 1828—1920        | 1894—1920                |
| Руфин, игумен                                        | Велькин Родион Иванович                | 1858—1925        | 1920—1925                |
| Мефодий, игумен                                      | Коковихин Михаил Кузьмич               | 1871—?           | 1925—1926                |
| Киприан, иеромонах                                   | Петров Касьян Егорович                 | 1876—?           | 1926—1927                |

## Наместники после возобновления обители
- Варнава (Баранов) (17 июля — 26 декабря 2006)
- Андроник (Могилатов) (12 октября 2007 — 27 июля 2009)
- Кирилл (Покровский) (27 июля — 29 ноября 2009)
- Никон (Ивашков) (c ноября 2009 - 21 октября 2016) до 26 июля 2010 — и. о. наместника
- Георгий (Данилов) (с 21 октября 2016)